# Кросна (Конотопский район)
Кросна (укр. Кросна) — село, Гружчанский сельский совет, Конотопский район, Сумская область, Украина.
Население по данным 1982 года составляло 90 человек.
Село ликвидировано в 1995 году.

## Географическое положение
Село Кросна находится на левом берегу реки Езуч, выше по течению на расстоянии в 4,5 километрах расположено село Анютино, ниже по течению на расстоянии в четыре километра расположено село Дубинка, на противоположном берегу — село Бережное.
На расстоянии в два километра расположено село Грузское.
Рядом проходит железная дорога, станции Зафатовка и Грузское в 2,5 километрах.